# Etiqueta de Borgoña
Con el nombre de Etiqueta de Borgoña (o etiqueta borgoñona) se conoce el conjunto de normas y usos que regían la vida pública del soberano en la corte de los duques de Borgoña y posteriormente en la de sus sucesores, los reyes de España.

## Historia

### Origen

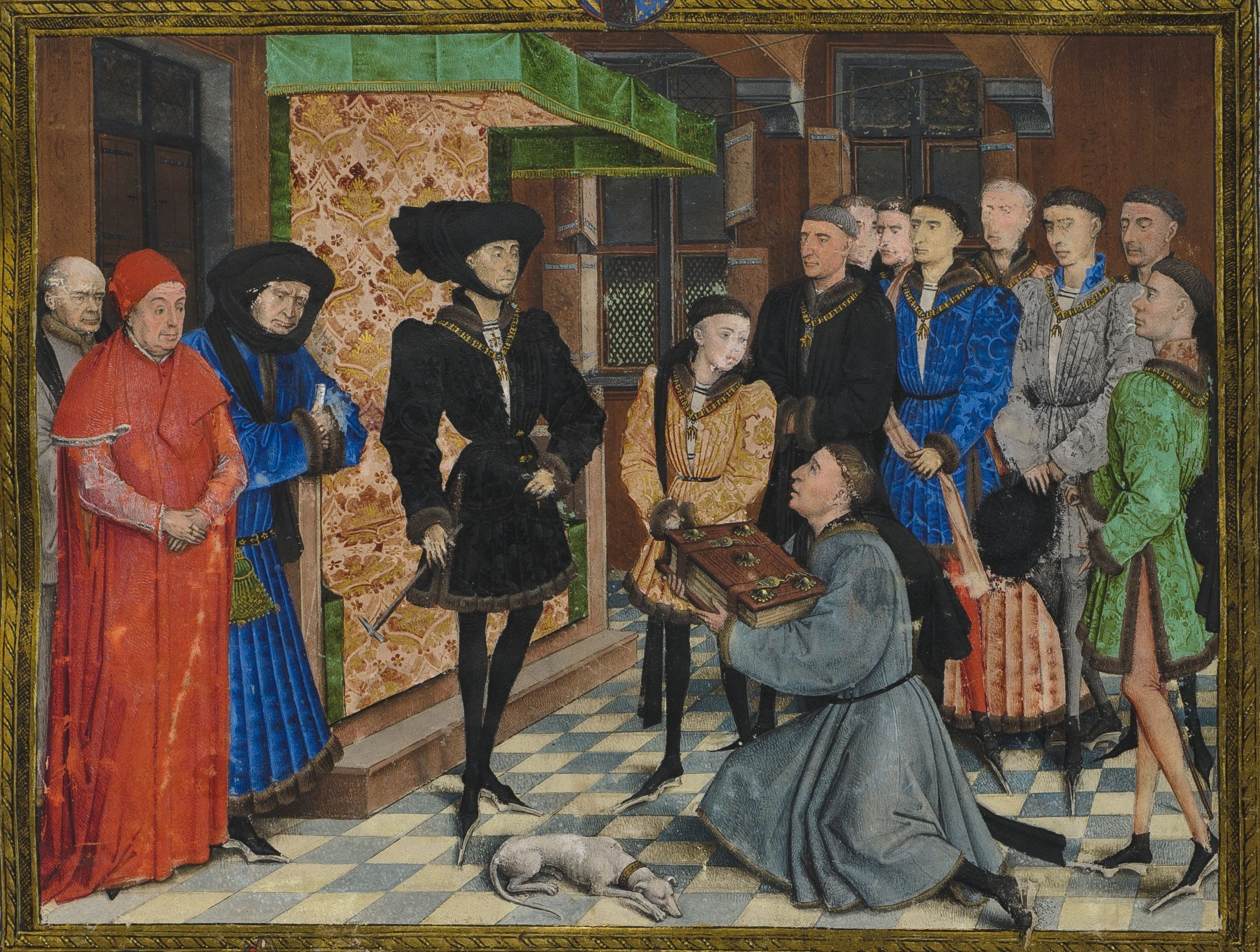
Miniatura de Roger van der Weyden: Jean Wauquelin presentando las Crónicas de Henao a Felipe el Bueno, duque de Borgoña. En la miniatura se muestra al duque en medio de su corte, mostrando el orden de la etiqueta propia de su corte.

A mediados del siglo XIV, el ducado de Borgoña fue otorgado como apanage al hijo de Juan II de Francia, Felipe. Esta decisión conllevaría la formación de una nueva rama menor de la casa de Francia. Esta rama sería conocida como casa de Borgoña o segunda casa capeta de Borgoña.
A partir de entonces, los sucesores de Felipe de Francia en el ducado de Borgoña irían conformando el que llegaría a ser conocido como Estado borgoñón. Como contraste y forma de afianzar su poder frente a la monarquía francesa, los duques de Borgoña desarrollaron en su corte un complejo ceremonial. Dentro de la estrategia de refuerzo de su independencia frente al poder real francés (del que formalmente dependían), la etiqueta desempeñó un papel importante que ayudó a sacralizar al duque de Borgoña coadyuvando a su percepción como soberano.
La heredera del último duque de Borgoña, María se desposó con Maximiliano de Habsburgo, siendo padres de Felipe de Habsburgo. Este contraería matrimonio con la futura Juana I de Castilla. Algunos contemporáneos señalan una cierta decadencia de la etiqueta usada en la corte de Borgoña desde mediados del siglo XV, acrecentada por la introducción de servidores y cortesanos alemanes, a partir del matrimonio de María de Borgoña con Maximiliano de Habsburgo. Otros autores en cambio señalan cómo la integración política y cortesana lograda en Borgoña fue una inspiración para Maximiliano, que intentó lograr una autoridad central similar en sus dominios austríacos. Notablemente, los duques de Borgoña habían establecido en Malinas una corte central como última autoridad sobre los consejos y dietas regionales que Maximiliano intentó replicar en sus otros estados. Ello incluiría el intento de una corte noble vinculada al monarca como separaba el ceremonial borgoñón de las dietas locales.
El proceso se acentuaría al ser el hijo de Maximiliano, Felipe el Hermoso, el heredero y gobernante de los Países Bajos Borgoñones ya en vida de su padre. El hijo y sucesor de Felipe el Hermoso, Carlos de Gante se crio en los Países Bajos y fue habitualmente visto como flamenco en sus otros dominios. El hermano de Carlos, Fernando, se crio inicialmente en España pero pasaría un periodo formativo clave en los Países Bajos (1517-1521) bajo la costumbre borgoñona. Durante la infancia de ambos, dados los continuos conflictos entre los Habsburgo y Francia por el territorio borgoñón, tanto en vida de Felipe el Hermoso como durante la regencia que su hermana Margarita de Austria ejerció en nombre de su sobrino Carlos, se insistió particularmente en señalar los vínculos de los Habsburgo con la anterior casa ducal.

### Difusión
Posteriormente tanto Carlos a su llegada a España como Fernando a su llegada a Viena trajeron las costumbres y etiqueta de Borgoña a sus nuevas cortes. La particular riqueza y prestigio de su ascendencia borgoñona (siendo los Países Bajos una de las zonas más ricas de Europa en la época y habiendo sido los duques de Borgoña famosos en todo el continente por eventos como el Banquete del Faisán) hizo que desde tan temprano como 1520 ambos hermanos usaran la simbología de Borgoña con fines propagandísticos. Eso incluye el uso del toisón de oro, arte renacentista, símbolos como el feuereisen o el sofisticado ceremonial cortesano.
En 1548, Carlos I de España mandó que a su hijo primogénito, el entonces príncipe Felipe (futuro Felipe II de España) se le sirviera al estilo de Borgoña. A partir del ascenso al trono de Felipe II, para el servicio del monarca español se utilizaría, principalmente, la etiqueta borgoñona, frente a la más sencilla etiqueta de Castilla. Esta dualidad se vería reflejada en la existencia de dos casas: la de Castilla y la de Borgoña. Dado el predominio político español en Europa en la época, el ceremonial borgoñón fue muchas veces tildado de español en el extranjero. La leyenda negra española del periodo acentuó esta visión siendo habitual el prejuicio a la corte española como ceremonial, católica y rígida en su protocolo. Así, por ejemplo el color negro en la ropa que era la moda borgoñona era habitualmente vinculado en la propaganda antiespañola a la austeridad del catolicismo de la contrarreforma hispana.

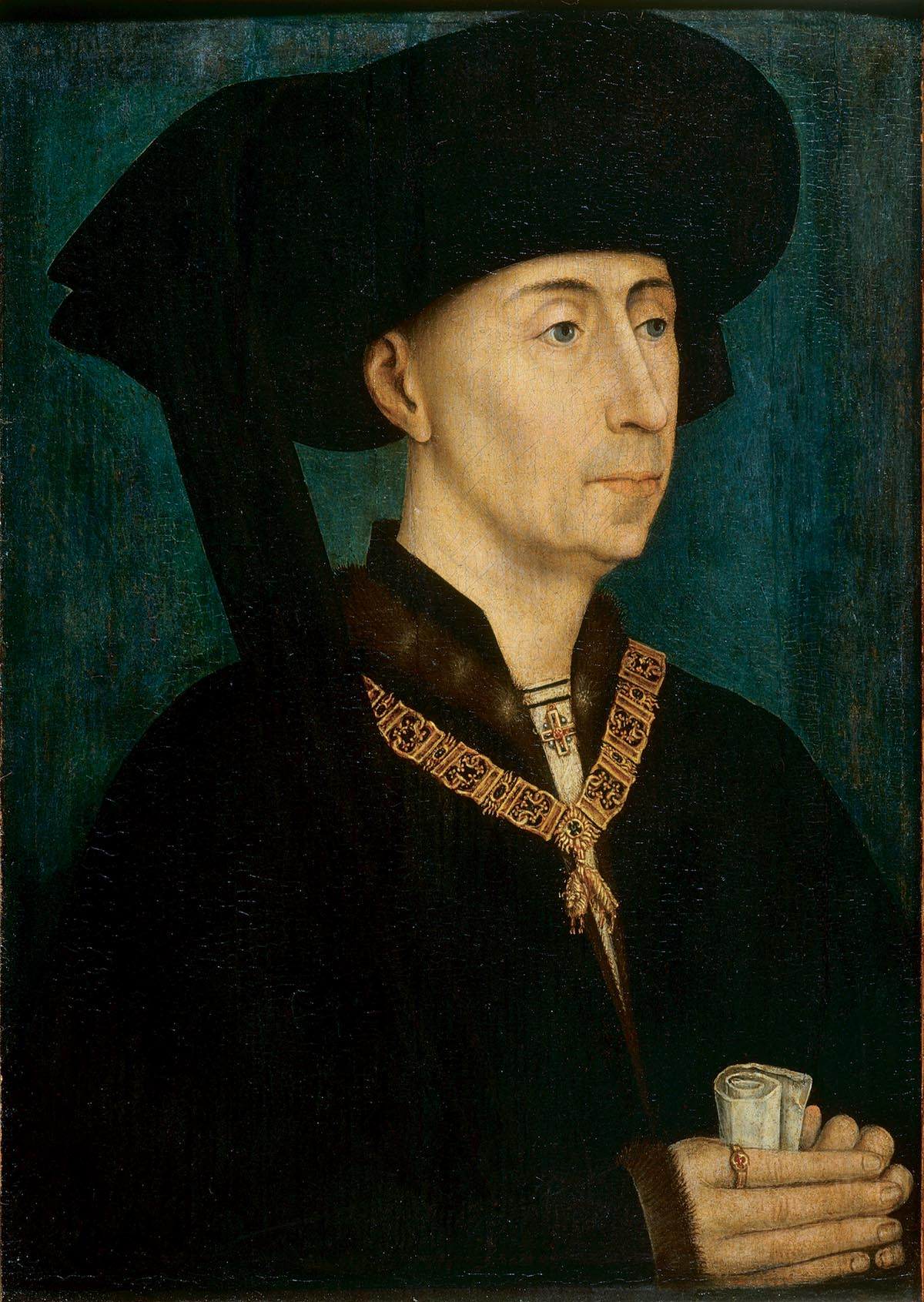
Felipe el Bueno, c. 1450, por Rogier van der Weyden
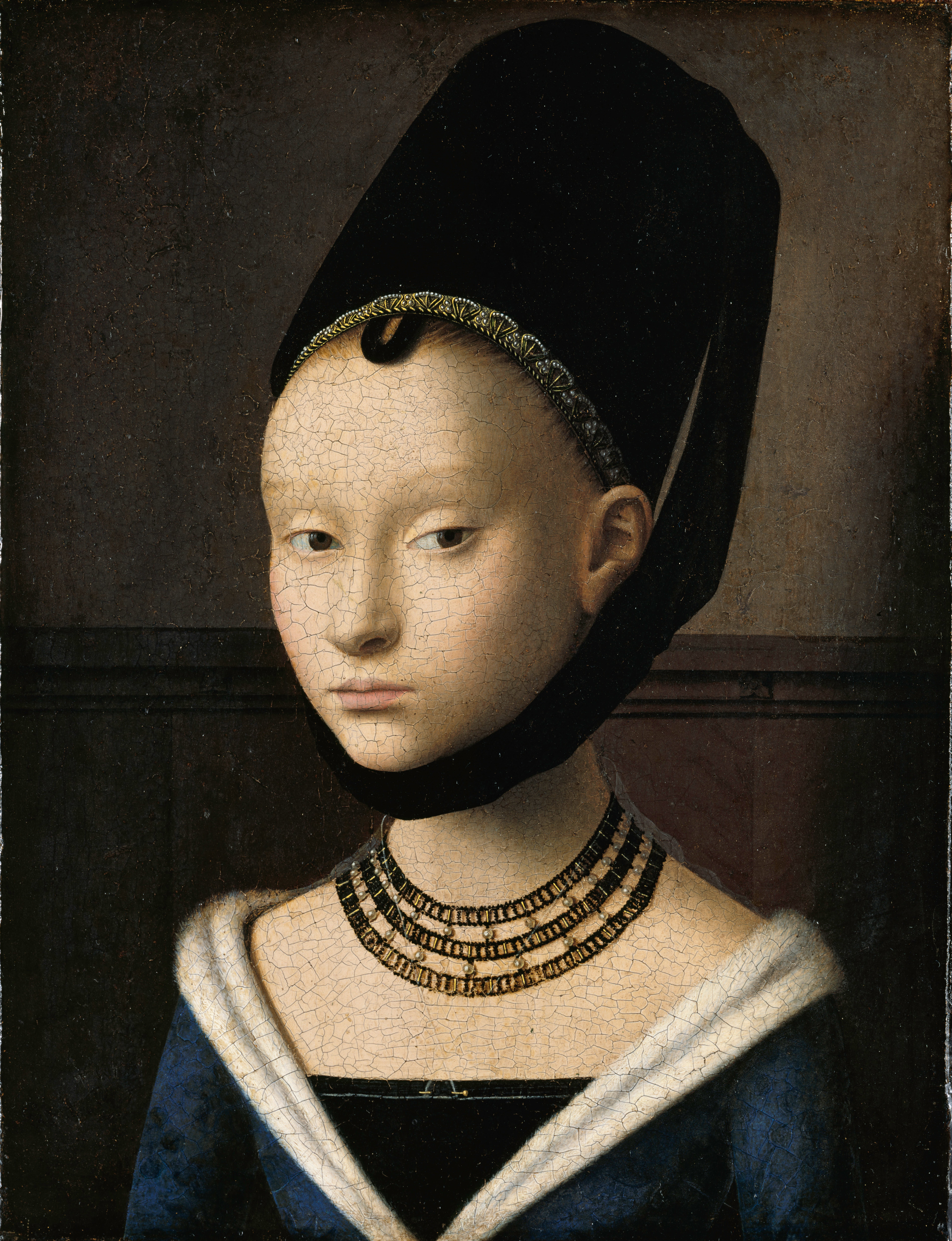
Retrato de una joven de Petrus Christus (c. 1470)
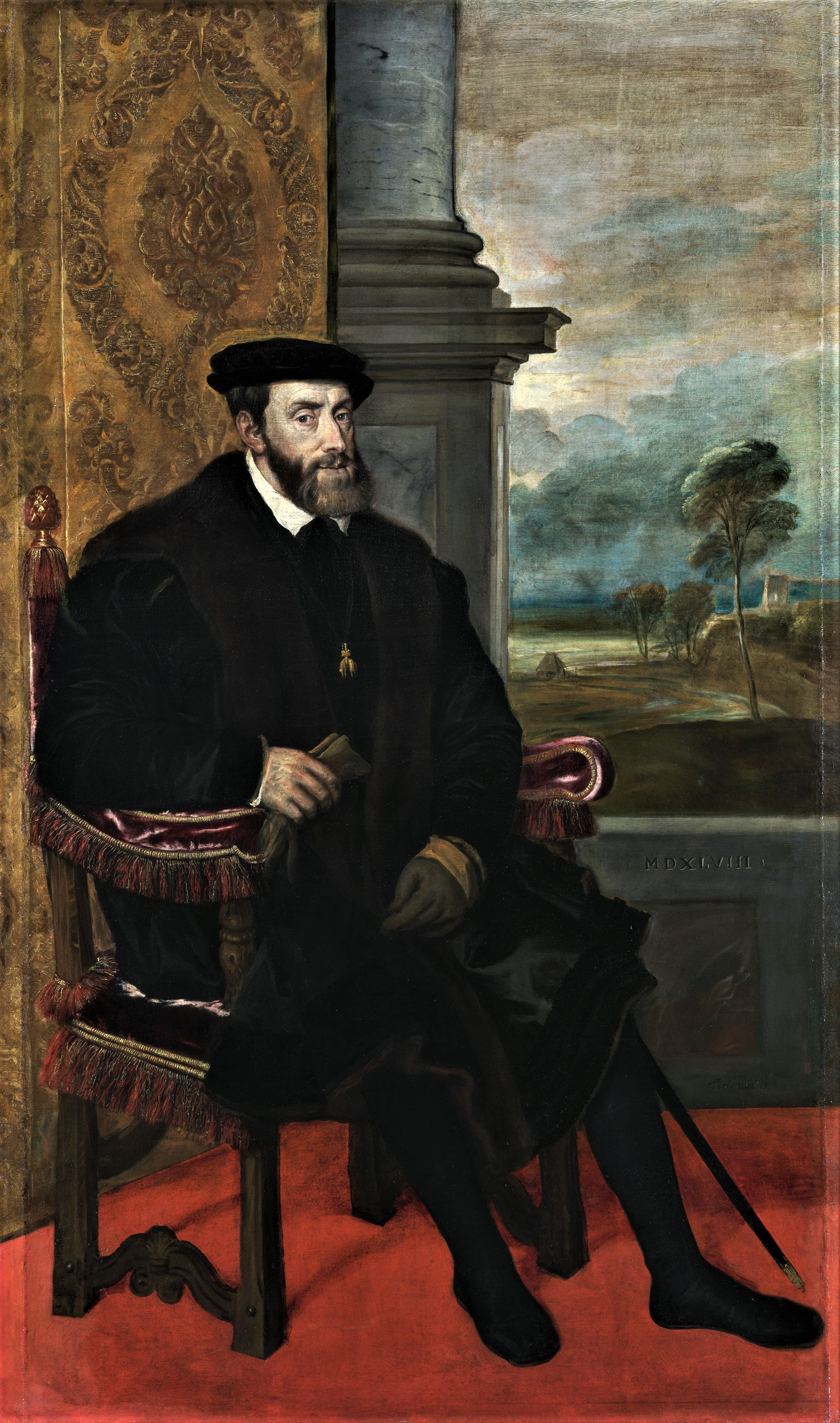
Carlos V (1500–1558), Tiziano
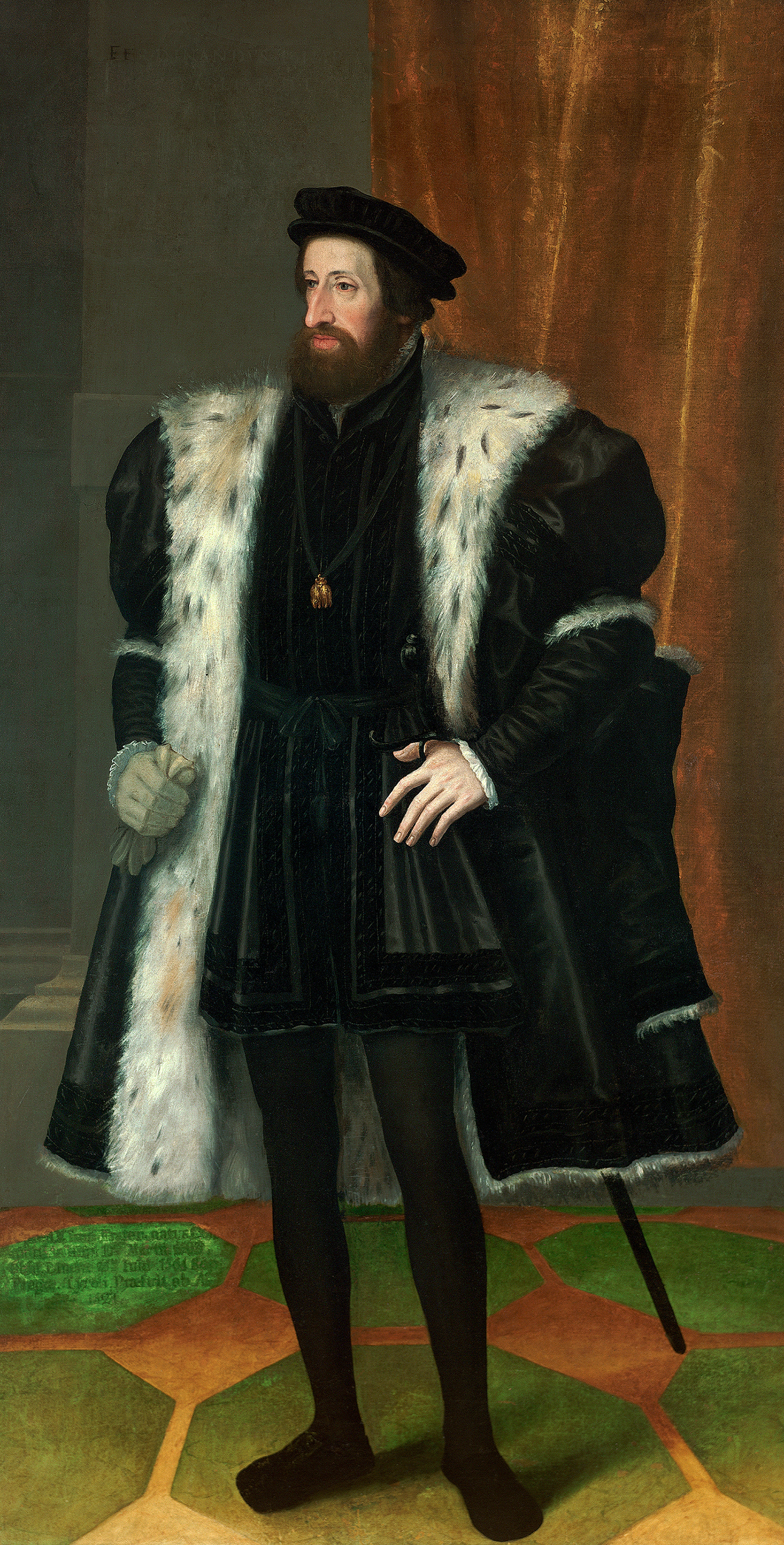
Fernando I (1503-1564), Hans Bocksberger el Viejo
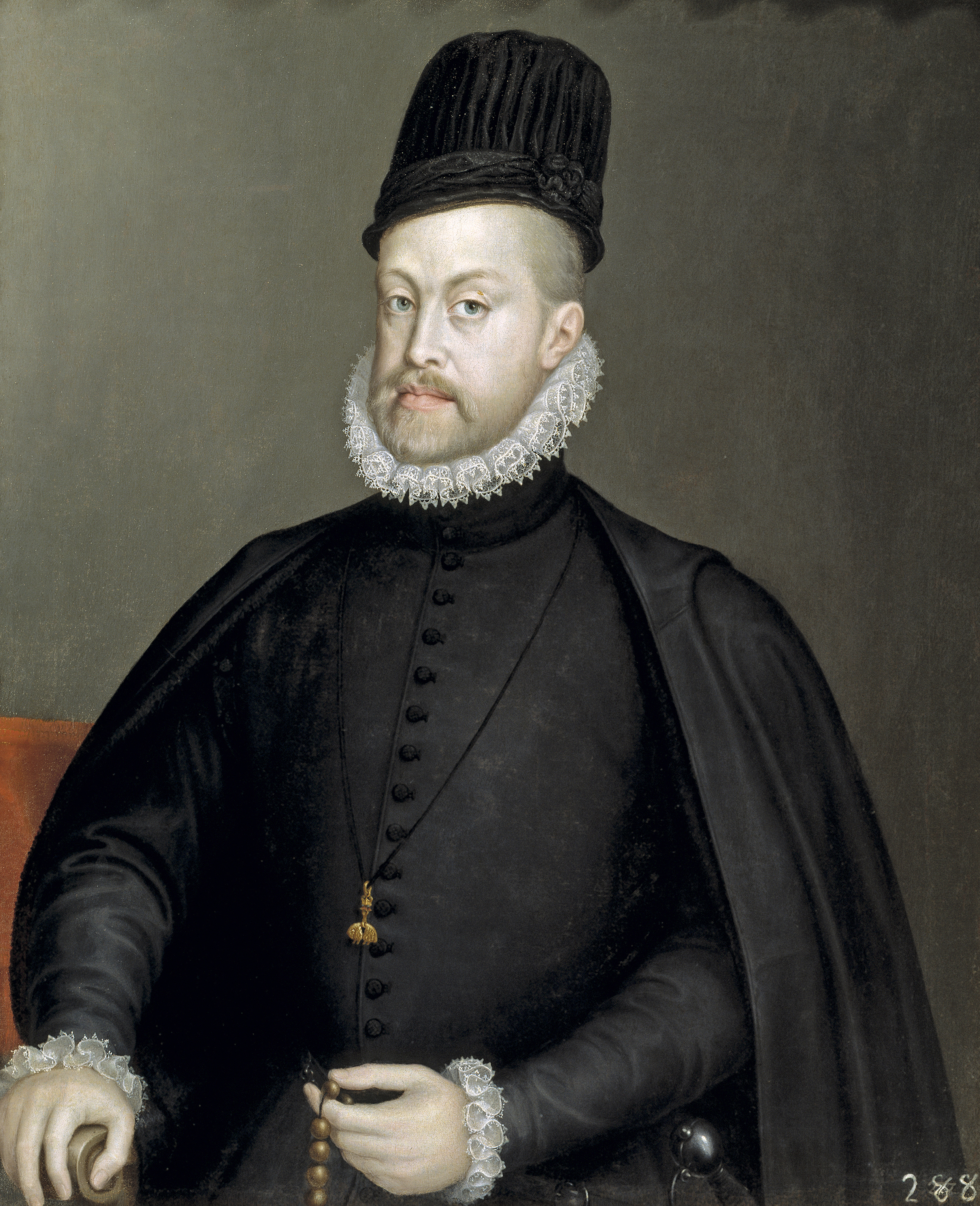
Felipe II de España, (1527–1598)
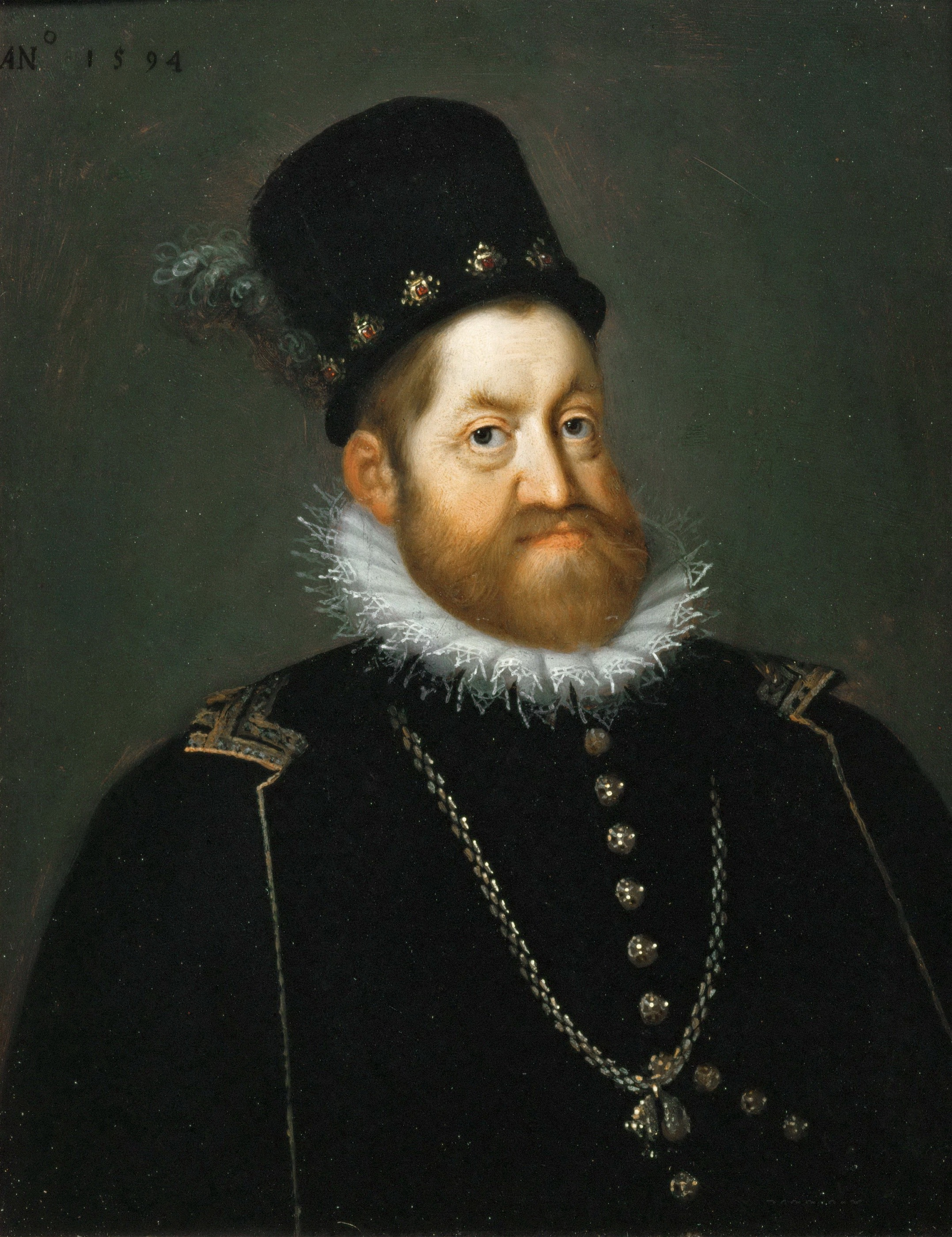
Rodolfo II, (1576-1612) Joseph Heintz el Viejo
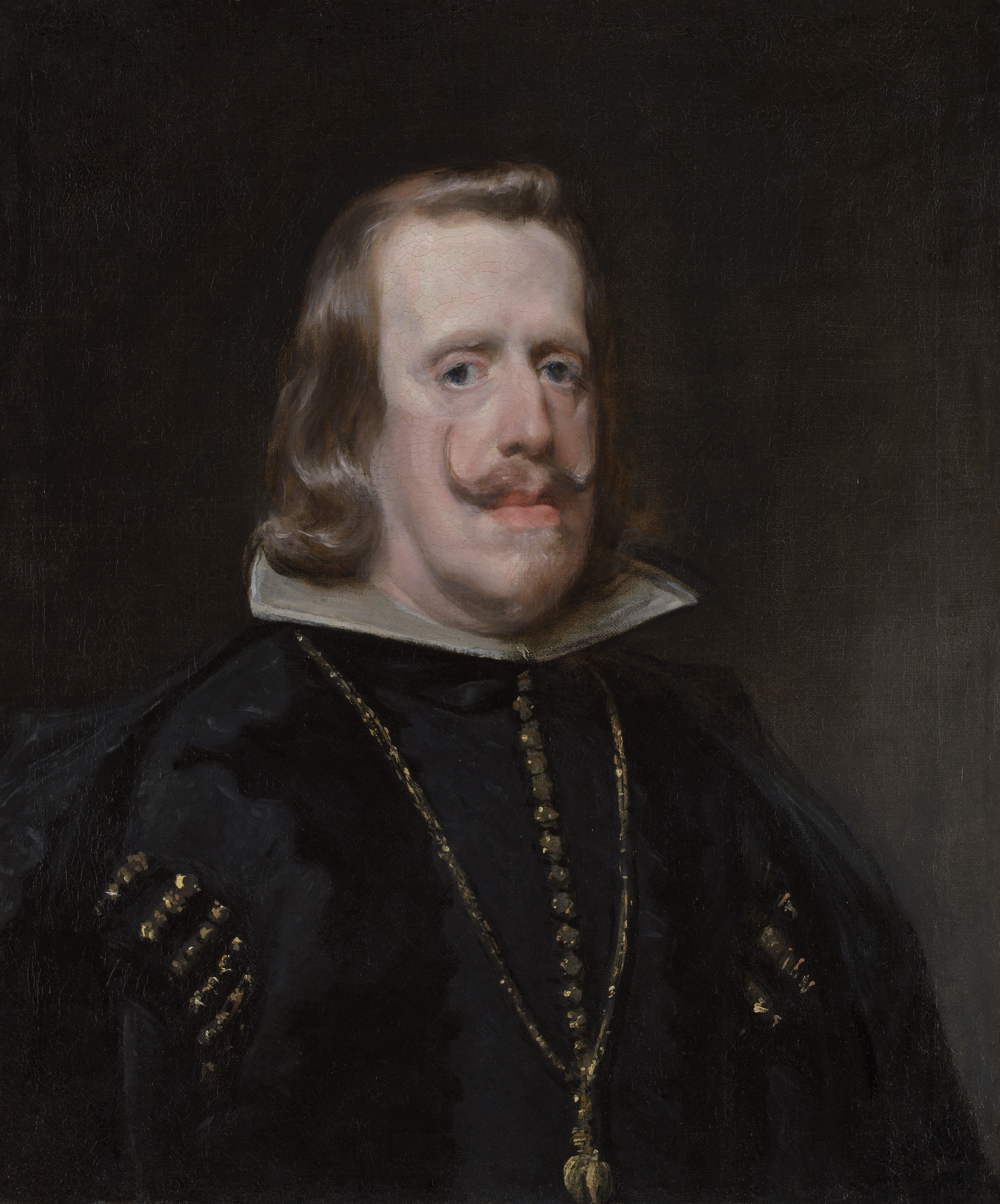
Felipe IV de España, (1621-1665) Velázquez

Los continuos enlaces entre las rama española y austríaca de la casa de Habsburgo supusieron que el protocolo de las cortes de Madrid y Viena fueran desarrollándose en paralelo. Así, el matrimonio de la hermana de Felipe II, María, con su primo Maximiliano II supuso una corte hispana alrededor de la infanta en Centroeuropa. A lo largo del siglo siguiente estos enlaces entre primos se repetirían con frecuencia en ambas direcciones. 
El mantenimiento de la etiqueta de Borgoña suponía un gran coste debido a que exigía un gran número de oficiales y criados, así como un gran gasto en el servicio de mesa, cerería o tapicería. No obstante, el uso de la etiqueta en la corte española contribuyó a reforzar la imagen de poder y majestad del soberano español. La etiqueta de Borgoña, aunque transformada y adoptada sobrevivió en España hasta finales del siglo XVIII.
En la corte de Viena continuó utilizando la etiqueta de origen borgoñón con similar objetivo en lo que sería llamado protocolo austríaco hasta el colapso del Imperio austrohúngaro en 1918.

## Características

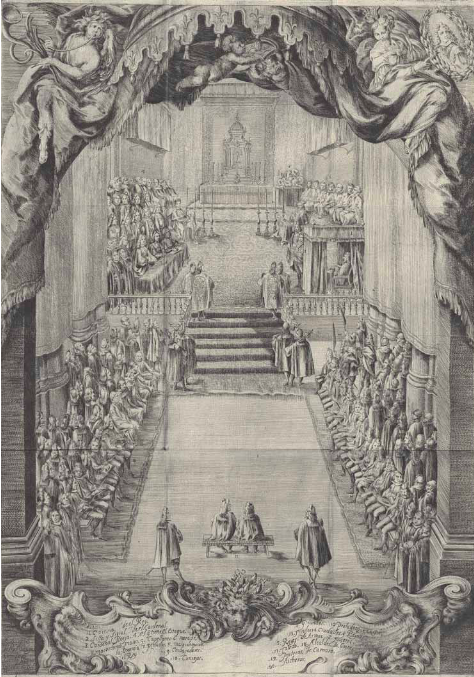
Jura de Felipe V en la iglesia del monasterio de San Jerónimo el Real en 1701. En la ceremonia se aprecian distintas expresiones de la etiqueta borgoñona como la Cortina.

Según Joaquín Martínez-Correcher y Gil las principales características de este etiqueta eran:

- orden enormemente riguroso.
- fastuosidad al máximo.
- instauración de una atmósfera casi divina alrededor del soberano, y
- fomento de la cohesión entre los diferentes Estados de Borgoña.

Esta etiqueta precisaba de un gran número de cargos entre los que pueden señalarse: sumiller de corps, acroy, sumiller de cortina, copero, trinchante, panetier, sumiller de la paneteria, frutier, etc.
Otra manifestación de la etiqueta era el uso de la denominada Real Cortina en las veces en que el soberano. También los aspectos ceremoniales de la orden del Toisón de Oro se enmarcaban dentro de la Etiqueta de Borgoña.